# Péter Márki-Zay

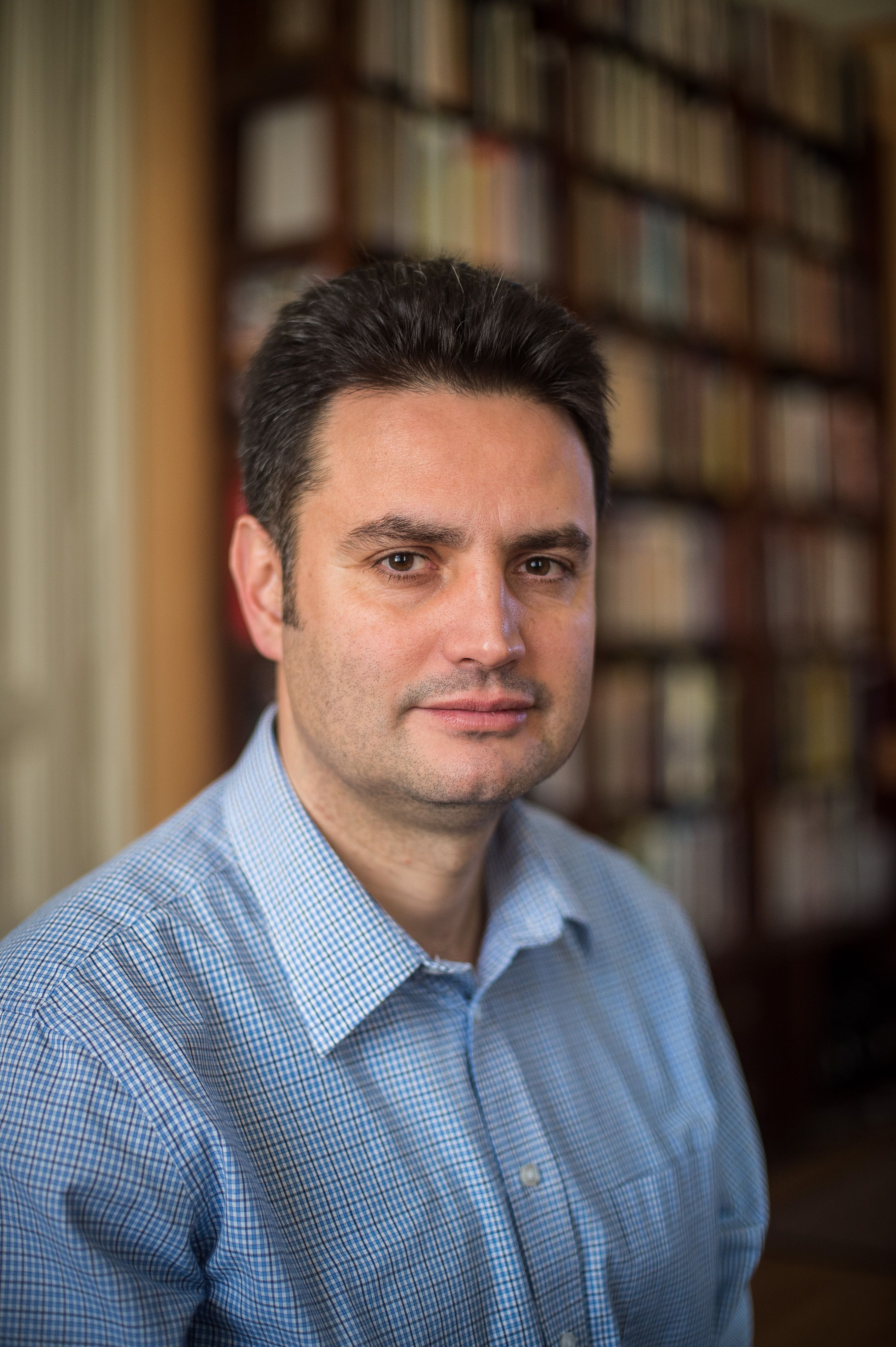
Péter Márki-Zay

Péter Márki-Zay (Hódmezővásárhely, 9 mei 1972) is een Hongaars politicus, econoom en ingenieur.
Hij is sinds maart 2018 de burgemeester van zijn geboortestad Hódmezővásárhely, nadat hij als partijloze kandidaat de burgemeestersverkiezingen in februari van dat jaar gewonnen had van de kandidaat van regeringspartij Fidesz. Later in dat jaar stichtte hij de partij Mindenki Magyarországa Mozgalom (MMM, "Beweging voor het Hongarije van Iedereen"). In 2019 werd hij voor een tweede termijn herkozen als kandidaat voor MMM, net als de vorige keer met steun van alle oppositiepartijen.
Op 17 oktober 2021 won hij met 56,7% van de stemmen de tweede ronde voor de kandidatuur van de oppositie voor de verkiezingen van de minister-president in 2022. Zodoende nam hij het op 3 april dat jaar namens de verenigde oppositie op tegen zittend premier Viktor Orbán. Orbáns partij Fidesz won de verkiezing.